# Ivajlo Petkov
Ivajlo Rumenov Petkov (bolgárul: Ивайло Руменов Петков, Dolni Dabnik, 1976. március 24. –) bolgár válogatott labdarúgó.

## Pályafutása

### A válogatottban
1996 és 2009 között 63 alkalommal szerepelt a bolgár válogatottban és 3 gólt szerzett. Részt vett az 1998-as világbajnokságon és a 2004-es Európa-bajnokságon.

## Sikerei, díjai
Litex Lovecs
- Bolgár bajnok (3): 1997–98, 2009–10, 2010–11
- Bolgár kupa (1): 2008–09
- Bolgár szuperkupa (1): 2010

Fenerbahçe
- Török bajnok (1): 2003–04